# Ван Бисбрук (лунный кратер)
Кратер Ван Бисбрук (лат. Van Biesbroeck) — маленький ударный кратер, перекрывающий южную часть кратера Кригер в Океане Бурь на видимой стороне Луны. Название присвоено в честь бельгийско-американского астронома Жоржа А. ван Бисбрука (1880—1974) и утверждено Международным астрономическим союзом в 1976 г.

## Описание кратера

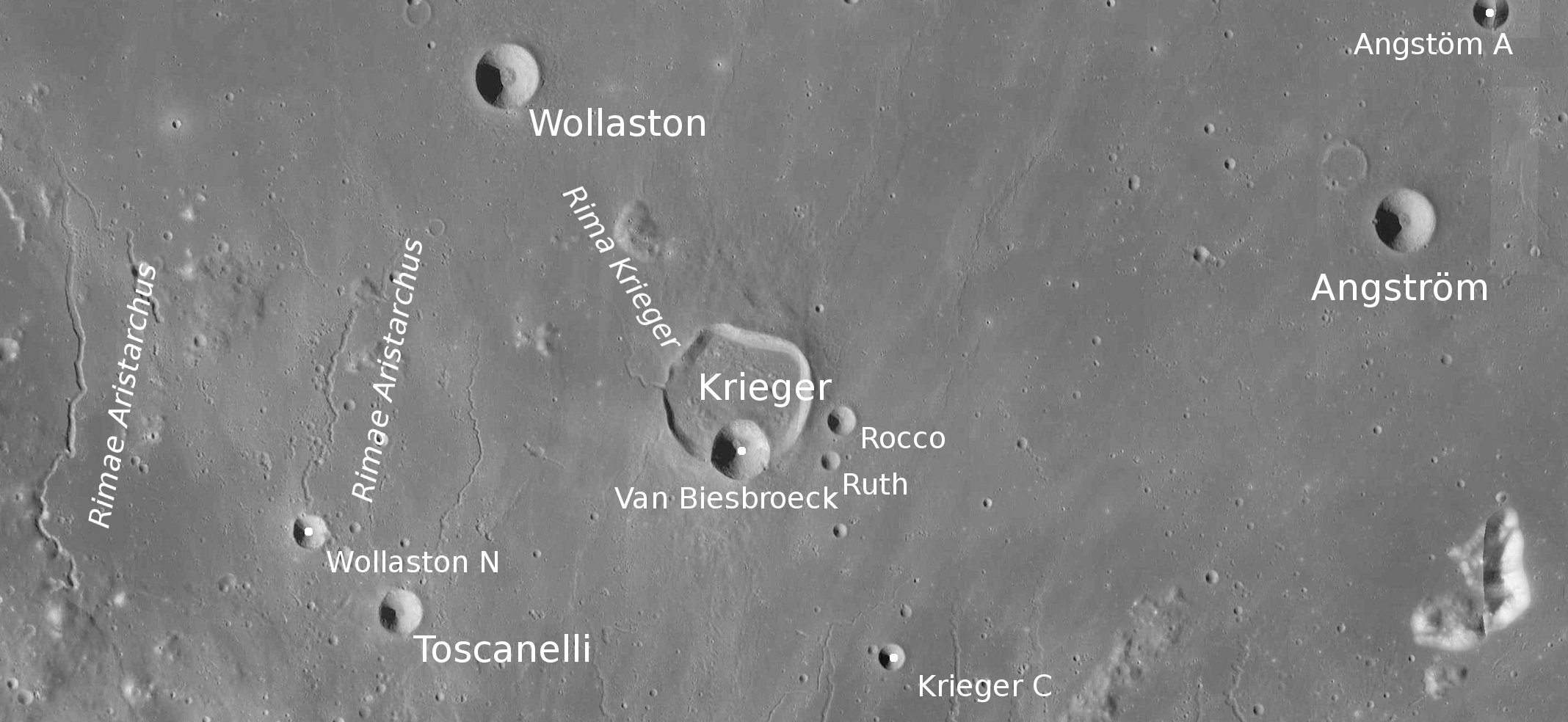
Окрестности кратера Ван Бисбрук. Снимок зонда Lunar Reconnaissance Orbiter.

Ближайшими соседями кратера являются маленький кратер Волластон на северо-западе; крохотные кратеры Рокко и Руфь на востоке; маленький кратер Тосканелли на юго-западе. На западе и юге от кратера располагаются борозды Аристарха; на юго-западе уступ Тосканелли. Селенографические координаты центра кратера 28°46′ с. ш. 45°35′ з. д. / 28,77° с. ш. 45,59° з. д., диаметр 9,1 км, глубина 1,61 км.

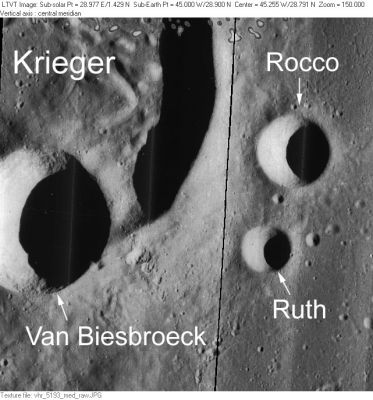
Снимок зонда Lunar Orbiter - V.

Кратер имеет чашеобразную форму с небольшим участком плоского дна. Высота вала над окружающей местностью 330 м, объём кратера составляет приблизительно 29 км³. Вследствие расположения кратера на вале кратера Кригер высота вала первого весьма неравномерна.
В кратере зарегистрированы термальные аномалии во время лунных затмений. Это явление объясняется небольшим возрастом кратера и отсутствием достаточного слоя реголита, оказывающего термоизолирующее действие. Явление характерно для большинства молодых кратеров.
До своего переименования в 1976 г. кратер назывался сателлитным кратером Кригер B.

## Сателлитные кратеры
Отсутствуют.